# جودي فيفياني
جودي فيفياني (بالفرنسية: Jody Viviani)‏ (مواليد 25 يناير 1982 في لا تشوتات - فرنسا) لاعب كرة قدم فرنسي يلعب حاليا لصالح نادي الدرجة الأولى غرونوبل الفرنسي منذ 2009 في مركز حارس مرمى .

## روابط خارجية
- جودي فيفياني على موقع رابطة كرة القدم الفرنسية للمحترفين (الإنجليزية)
- جودي فيفياني على موقع قاعدة بيانات كرة القدم.إي يو (الإنجليزية)
- جودي فيفياني على موقع ليكيب (الفرنسية)
- جودي فيفياني على موقع Soccerway.com (الإنجليزية)
- جودي فيفياني على موقع كووورة